# ジョン・ランディ
ジョン・ランディ（John Michael Landy、1930年4月12日 - 2022年2月24日）は、オーストラリアの陸上競技選手、政治家。1956年メルボルンオリンピックの銅メダリスト。第26代ビクトリア州総督。ビクトリア州メルボルン出身。

## 経歴
ランディは、1500mのランナーになる以前から、この競技を観戦することが好きであった。大学に入学後、本格的に競技を始め、1952年にはヘルシンキオリンピック出場を果たす。この大会では、1500m、5000mにエントリーしたが、ともに予選落ちという結果に終わった。
ランディは1954年6月21日フィンランドのトゥルクで行われた大会の1マイルで3分58秒0の世界新記録をマーク。先月に史上初めて4分の壁を破ったイギリスのロジャー・バニスターの記録を更新した。なおこのとき、1500mのラップでも3分41秒8を記録しており世界新記録であった。
史上初めて1マイルで4分の壁を破った両者は、同年8月のカナダのバンクーバーで行われたコモンウェルスゲームズの1マイルで対決する。ドリームレースともいわれたこの対決は、両者とも4分を切る高速レースとなったが、ランディはバニスターに敗れ銀メダルに終わる。
ランディは、1956年、地元で開催されるメルボルンオリンピックに出場を果たす。1500mで優勝候補と見られていたが、アイルランドのロン・ディラニー、ドイツのクラウス・リヒツェンハインに敗れ、銅メダルに終わった。
ランディは、その後、オーストラリア労働党の政治家として、2001年に第26代ビクトリア州総督に就任する。2006年3月には地元メルボルンで開催されたコモンウェルスゲームズでは、開会式でクイーンズ・バトン・リレーの最終ランナーを務め、大会終了後の2006年4月に総督を退任した。
2022年2月24日、91歳で死去。

## 主な実績
| 年   | 大会                   | 場所                       | 種目  | 結果 | 記録      |
| ---- | ---------------------- | -------------------------- | ----- | ---- | --------- |
| 1952 | オリンピック           | ヘルシンキ(フィンランド)   | 1500m | -    | 3分57秒0  |
| 1952 | オリンピック           | ヘルシンキ(フィンランド)   | 5000m | -    | 14分56秒4 |
| 1954 | コモンウェルスゲームズ | バンクーバー(カナダ)       | 1500m | 2位  | 3分59秒6  |
| 1956 | オリンピック           | メルボルン(オーストラリア) | 1500m | 3位  | 3分42秒0  |

## 関連書籍
- 『パーフェクトマイル　1マイル4分の壁に挑んだアスリート』（ニール・バスコム(著)、松本剛史(翻訳)、ソニーマガジンズ、2004/7、マイル4分の壁に挑んだロジャー・バニスター、ジョン・ランディ、ウェス・サンティーの3人を描く、ISBN  978-4789723213）